# Tour de Cappadoce
Le Tour de Cappadoce est une course cycliste masculine par étapes qui se déroule dans la région du même nom en Turquie. Créée en 2011, elle fait partie du calendrier de l'UCI Europe Tour en catégorie 2.2 depuis 2018.

## Palmarès
| Année | Vainqueur            | Deuxième      | Troisième            |
| ----- | -------------------- | ------------- | -------------------- |
| 2011  | Mert Mutlu           | Uğur Marmara  | Hamid Shirisisan     |
| 2018  | Alexandr Ovsyannikov | Mustafa Sayar | Ramūnas Navardauskas |